# Episodi de I Borgia (serie televisiva francese) (prima stagione)
La prima stagione della serie televisiva I Borgia, composta da dodici episodi, è stata trasmessa in anteprima mondiale, in Italia, il 10 luglio 2011 su Sky Cinema 1, mentre i restanti episodi sono andati in onda dal 9 settembre al 7 ottobre 2011.
In Francia è stata trasmessa dal 10 ottobre al 14 novembre 2011 da Canal+.
In Germania è stata trasmessa dal 17 ottobre al 27 ottobre 2011 da ZDF.
| nº | Titolo originale          | Titolo italiano       | Prima TV Francia | Prima TV Italia   |
| -- | ------------------------- | --------------------- | ---------------- | ----------------- |
| 1  | 1492                      | I figli del cardinale | 10 ottobre 2011  | 10 luglio 2011    |
| 2  | Ondata di calore          | La profezia           | 10 ottobre 2011  | 10 luglio 2011    |
| 3  | A Sacred Vow              | In conclave           | 17 ottobre 2011  | 9 settembre 2011  |
| 4  | Wisdom of the Holy Spirit | L'elezione di Rodrigo | 17 ottobre 2011  | 9 settembre 2011  |
| 5  | The Bonds of Matrimony    | Le nozze di Lucrezia  | 24 ottobre 2011  | 16 settembre 2011 |
| 6  | Legitimacy                | Giochi di potere      | 24 ottobre 2011  | 16 settembre 2011 |
| 7  | Maneuvers                 | Il prefetto di Roma   | 31 ottobre 2011  | 23 settembre 2011 |
| 8  | Prelude to an Apocalypse  | La minaccia francese  | 31 ottobre 2011  | 23 settembre 2011 |
| 9  | The Invasion of Rome      | L'invasione di Roma   | 7 novembre 2011  | 30 settembre 2011 |
| 10 | Miracles                  | Miracoli              | 7 novembre 2011  | 30 settembre 2011 |
| 11 | God's Monster             | La confessione        | 14 novembre 2011 | 7 ottobre 2011    |
| 12 | The Serpent Rises         | Fratelli di sangue    | 14 novembre 2011 | 7 ottobre 2011    |